# Challenge Cup 2025 (Newfoundland en Labrador)
De Challenge Cup 2025 was het 59e seizoen van de mannenvoetbalcompetitie van Newfoundland en Labrador, de oostelijkste provincie van Canada. Het seizoen liep van 7 mei tot en met 9 augustus 2025. De uittredende kampioen Holy Cross FC wist zich uiteindelijk opnieuw te kampioen te kronen, na een ongeslagen parcours.

## Clubs
Er nemen een uitzonderlijk hoog aantal van negen teams deel aan de competitie, tegenover slechts zes teams in het seizoen 2024. Nieuwkomers in 2025 zijn enerzijds de St. John's Soccer Club en de Portugal Cove-St. Philip's SA en anderzijds het provinciaal beloftenelftal voor de Canada Games (als exhibitieteam).
Van de negen elftallen hebben er acht hun thuisbasis in de Metropoolregio St. John's (MSJ) en één op het schiereiland Burin.
| Team                             | Regio | Stad/gemeente              | Complex                    |
| -------------------------------- | ----- | -------------------------- | -------------------------- |
| Canada Games-elftal              | MSJ   | St. John's                 | King George V Park         |
| Conception Bay South Strikers FC | MSJ   | Conception Bay South       | Topsail Sports Complex     |
| Feildians AA                     | MSJ   | St. John's                 | King George V Park         |
| Holy Cross FC                    | MSJ   | St. John's                 | King George V Park         |
| Mount Pearl 1949 United          | MSJ   | Mount Pearl                | Team Gushue Sports Complex |
| Paradise Soccer Club             | MSJ   | Paradise                   | Dianne Whalen Turf Field   |
| Portugal Cove-St. Philip's SA    | MSJ   | Portugal Cove-St. Philip's | Rainbow Gully              |
| St. John's Soccer Club           | MSJ   | St. John's                 | King George V Park         |
| St. Lawrence Laurentians         | Burin | St. Lawrence               | Centennial Soccer Field    |

## Competitie

### Reguliere competitie
De reguliere competitie werd afgetrapt op 7 mei 2025 en wordt afgesloten met de wedstrijden op 3 augustus 2025. Wegens het hoger aantal teams speelt men dit seizoen slechts tweemaal tegen elkaar (eenmaal thuis en eenmaal uit). De enige uitzondering hierop is het provinciale Canada Games-elftal, dat slechts eenmaal tegen iedere andere club uitkomt. Zo komt men finaal uit op een klassement op basis van vijftien wedstrijden.
De teams uit de regio St. John's spelen behalve ieder weekend ook geregeld midweekwedstrijden. Doordat de St. Lawrence Laurentians op zo'n 350 km rijafstand van de andere clubs liggen, spelen zij steeds om de twee weken, maar spelen ze in die weekends wel zowel op zaterdag als zondag. Bij uitmatchen is een overnachting in de regio St. John's dus mogelijk.
| Pos | Team                             | Wed | W  | G | V  | Ptn | DV  | DT | +/− | Kwalificatie                |
| --- | -------------------------------- | --- | -- | - | -- | --- | --- | -- | --- | --------------------------- |
| 1   | Holy Cross FC                    | 15  | 15 | 0 | 0  | 45  | 104 | 5  | +99 | Kwalificatie voor play-offs |
| 2   | Mount Pearl SC                   | 15  | 9  | 2 | 4  | 29  | 37  | 22 | +15 | Kwalificatie voor play-offs |
| 3   | Conception Bay South Strikers FC | 15  | 9  | 2 | 4  | 29  | 33  | 18 | +15 | Kwalificatie voor play-offs |
| 4   | Feildians AA                     | 15  | 8  | 4 | 3  | 28  | 44  | 21 | +23 | Kwalificatie voor play-offs |
| 5   | St. John's SC                    | 15  | 6  | 2 | 7  | 20  | 21  | 30 | −9  |                             |
| 6   | St. Lawrence Laurentians         | 15  | 4  | 2 | 9  | 14  | 20  | 51 | −31 |                             |
| 7   | Paradise SC                      | 15  | 3  | 2 | 10 | 11  | 14  | 42 | −28 |                             |
| 8   | Canada Games-elftal              | 8   | 2  | 0 | 6  | 6   | 13  | 19 | −6  |                             |
| 9   | Portugal Cove-St. Philip's       | 15  | 0  | 2 | 13 | 2   | 7   | 85 | −78 |                             |

### Play-offs
De play-offs vonden plaats van woensdag 6 augustus tot en met zaterdag 9 augustus 2025. De halve finales waren in het King George V Park in St. John's en de finale in het Team Gushue Sports Complex in Mount Pearl. Deze eindronde bestond uit twee halve finales gevolgd door de finale. In de halve finales nam de nummer 1 het op tegen de nummer 4 en nam de nummer 2 het op tegen de nummer 3.
| Wedstrijd       | Tijdstip              | Ploeg 1        | Uitslag | Ploeg 2                          |
| --------------- | --------------------- | -------------- | ------- | -------------------------------- |
| 1e halve finale | wo 06/08/2025 (18u00) | Holy Cross FC  | 3–1     | Feildians AA                     |
| 2e halve finale | wo 06/08/2025 (20u30) | Mount Pearl SC | 2–3     | Conception Bay South Strikers FC |
|                 |                       |                |         |                                  |
| Finale          | za 09/08/2025 (13u00) | Holy Cross FC  | 3–0     | Conception Bay South Strikers FC |

Holy Cross FC kroonde zich als winnaar van de play-offs net als het vorige seizoen tot provinciaal voetbalkampioen bij de mannen. Het team won in zowel de competitie- als play-off-fase iedere wedstrijd. Holy Cross kwalificeerde zich door zijn eindwinst voor de editie 2025 van de nationale Challenge Trophy.